# Dani Matos
Fadil Daniel Matos, hay Dani Matos (sinh ngày 15 tháng 5 năm 1983) là một cầu thủ bóng đá người Bồ Đào Nha thi đấu cho Benfica e Castelo Branco.

## Sự nghiệp câu lạc bộ
Anh ra mắt chuyên nghiệp tại Giải bóng đá hạng nhất quốc gia Bồ Đào Nha cho Sporting Covilhã vào ngày 24 tháng 8 năm 2008 trong trận đấu trước Desportivo das Aves.